# Kanton Castres-Nord
Kanton Castres-Nord is een voormalig kanton van het Franse departement Tarn. Kanton Castres-Nord maakte deel uit van het arrondissement Castres. Het werd opgeheven bij decreet van 17 februari 2014 met uitwerking op 22 maart 2015.

## Gemeenten
Het kanton Castres-Sud omvatte de volgende gemeenten:
- Castres (deels, hoofdplaats)
- Laboulbène